# Скляр, Игорь Борисович
И́горь Бори́сович Скляр (род. 18 декабря 1957, Курск, СССР) — советский и российский актёр театра и кино, певец, музыкант; народный артист Российской Федерации (2013).

## Биография
Родился в Курске в семье инженеров, там же окончил Лицей № 6 имени М. А. Булатова (1975). Во время учёбы пел и играл на гитаре в школьном ансамбле, занимался спортом (настольный теннис, хоккей, футбол, лёгкая атлетика, туристическое многоборье, бокс).
В кино снимается с 1973 года. На первую роль — Николая Маслёнка в фильме «Юнга Северного флота» — попал случайно подростком: ассистент режиссёра с киностудии имени Горького увидела Скляра на экскурсии в метро и пригласила на пробы.
В 1979 году окончил Ленинградский институт театра, музыки и кинематографии (курс Льва Додина и Аркадия Кацмана). В сезоне 1979—1980 годов — актёр Томского ТЮЗа (на тот момент театр только строился).
Был призван в армию осенью 1980 года, служил в посёлке Инженерный Горьковской области (в/ч 63309), затем был переведён в Подмосковье.
С 1983 года стал актёром Ленинградского Малого драматического областного театра и работал в нём до 2002 года. Здесь он играл сложные, психологически неоднозначные, остро драматические роли (деревенский юродивый в «Братьях и сёстрах» по Фёдору Абрамову, Федька-каторжный в «Бесах» по Ф. Достоевскому, Саймон и Джек в «Повелителе мух» по У. Голдингу).
Всесоюзную славу принесла роль в фильме «Мы из джаза» в 1983 году и закрепило исполнение в 1985 году песни «Комарово» в кинофильме «Начни сначала» и 16 выпуске мультипликационного сериала «Ну, погоди!».
Во второй половине 1980-х годов пришли роли в спектаклях «Дом» Ф. Абрамова, «Двадцать минут с ангелом» А. Вампилова, «Муму» И. Тургенева, «Ваша святая пленница».
В начале 2000 года ушёл из Малого драматического театра.
В 2003 году на гастролях в Тюмени перенес инфаркт.
В 2006 году был принят в группу Театра-фестиваля «Балтийский дом», где играл в спектакле «Похороните меня за плинтусом».
В марте 2015 года был награждён призом Ассоциации продюсеров кино и телевидения в области телевизионного кино в категории «Лучший актёр второго плана в телефильме/сериале» за роль в сериале «Уходящая натура».
Живёт в Павловске. Увлекается верховой ездой.

## Общественная позиция
В интервью 2016 года положительно высказался об аннексии Крыма Российской Федерацией, назвал украинские события «детским садом». За это актёр был впоследствии внесён в «Миротворец» с формулировкой «антиукраинская пропаганда».
Поддержал вторжение России на Украину. 19 октября 2022 года внесён в санкционный список Украины, так как «поддержал военное вторжение России в Украину в публичных заявлениях».

## Семья
Брат — Дмитрий Скляр (1972—2018), руководил в Курске одним из крупных региональных изданий — газетой «Друг для друга», умер в возрасте 46 лет.
Отец — Борис Михайлович Скляр (1929 — 18 июля 2004), инженер-строитель, узник фашистских лагерей. Мать — Галина Михайловна Скляр (урождённая Карташова, 1936 — 18 октября 1997), инженер-технолог.
Много лет женат на актрисе Наталье Акимовой. Сын Василий (род. 1991), окончил театральный вуз, заочно поступил в духовную семинарию. Служит чтецом в Софийском соборе.

## Роли в театре
- «С наступающим…». Театр «Современник»[11]
- «Скрипач на крыше». Театр Балтийский Дом[12]
- «Эмигранты». Театральное агентство «Арт-Партнёр XXI»[13]
- «Брисбен». Евгений Водолазкин[14]
- «Суп из Канарейки». Татьяна Васильева и Игорь Скляр
- «Муж моей жены». Ольга Прокофьева, Семён Стругачёв, Игорь Скляр
- «Игорь Скляр и Jazz Classic Community». Джазовый проект[15]

## Фильмография
- 1973 — Юнга Северного флота — Николай Маслёнок
- 1976 — Горожане — парень с гитарой
- 1980 — Только в мюзик-холле — Ванадий Лаврик-Янцев, студент-химик
- 1981 — Берегите женщин — Костик Опрятин, инженер судоремонтного завода и гитарист ансамбля «Девятый вал»
- 1983 — Анна Павлова — Сергей Лифарь, французский артист балета, балетмейстер
- 1983 — Дважды рождённый — «Суслик», немецкий лётчик
- 1983 — Детский сад — отец мальчика Жени
- 1983 — Мы из джаза — Костя Иванов, пианист, джаз-музыкант, руководитель джаз-банда
- 1984 — Песочные часы — шофёр Сергей
- 1985 — Батальоны просят огня — Жорка Витьковский, ординарец Гуляева, старший сержант
- 1985 — Марица — Коломан Зупан
- 1985 — Начни сначала — Сергей Холодков, звезда эстрады
- 1985 — Подвиг Одессы — Костя Чеботаренко
- 1986 — Как стать звездой — артист советской эстрады
- 1986 — Комендант Пушкин — поэт Пушкин / Володя
- 1986 — Потерпевшие претензий не имеют — Вадим Алексеевич Степанов
- 1987 — Путешествие мсье Перришона — Даниэль Савари
- 1988 — Узник замка Иф — Бенедетто – бандит, беглец с каторги, незаконнорождённый сын королевского прокурора Жерара де Вильфора и баронессы Эрмины де Данглар
- 1988 — Француз — «Капитан», главарь шайки
- 1989 — Чёрный кот — исполняет песню «Чёрный кот»
- 1990 — Имитатор — Игорь Луценко, имитатор голосов
- 1992 — Тартюф — Дамис, сын Оргона
- 1994 — Год собаки — Сергей Кожин, бывший уголовник
- 1996 — Линия жизни — аккордеонист
- 1997 — Дети понедельника — Дима Медякин, предприниматель
- 1997 — Звёздная ночь в Камергерском (телеспектакль) — гость из северной столицы, участник капустника МХТ
- 1999 — Секретная боль / Tørst — Framtidens forbrytelser (Норвегия) — Владимир
- 2001 — Ключи от смерти — Стас Северин, частный детектив
- 2001 — Романовы. Венценосная семья — Константин Алексеевич Яковлев, комиссар
- 2002 — Следствие ведут ЗнаТоКи. Десять лет спустя. Дело № 24 «Пуд золота» — Николай Углов, уголовник
- 2003 — Красное небо. Чёрный снег — Зиновий Яковлевич Зальцман, директор завода
- 2004 — Московская сага — Михаил Васильевич Фрунзе, нарком
- 2004 — Шахматист — «Эмигрант» (аллюзия на Б. Березовского)
- 2004 — Всё золото мира — Николай Дмитриевич Реутов, бизнесмен, конкурент Андрея Дробинина
- 2004 — Гибель империи (серия № 10 «Смута») — Рикс
- 2005 — Рататуй — Игорь Филиппов
- 2005 — Риэлтор — Борис Викторович Лукин
- 2006 — Первый скорый — Костик
- 2006 — В круге первом — Илларион Павлович Герасимович, учёный
- 2006 — Вы не оставите меня — «Гамлет»
- 2007 — Диверсант. Конец войны — Виктор, музыкант
- 2007 — Секунда до… — муж Леры, бизнесмен
- 2008 — Про Любовь — Валентин Зендер
- 2009 — На игре — Сергей Зарицын
- 2009 — Третьего не дано — Отто Риттель («Маклер»), советский разведчик
- 2010 — Робинзон — Алёхин, отец Наташи
- 2011 — «Кедр» пронзает небо — Сергей Павлович Королёв, советский учёный, генеральный конструктор
- 2011 — Лето волков — Пётр Харитонович Глумский, председатель сельсовета
- 2011 — МУР. Третий фронт — Сергей Павлович Серебровский, генерал, заместитель начальника МУРа
- 2011 — Настоящие — Александр Борисович Торосов («Альбатрос»), криминальный авторитет
- 2011 — Отрыв — Геннадий Иванович Агафонов, полковник госбезопасности
- 2013 — Всё началось в Харбине — Фёдор Васильевич Ержанов (отец Людмилы, начальник подвижного состава КВЖД)
- 2013 — Дримс — продавец
- 2013 — Курьер из «Рая» — Виктор Николаевич Орехов
- 2013 — Подземный переход — Кирилл Дмитриевич Трифонов, генеральный директор телеканала
- 2013 — Хуторянин — Николай Николаевич Сизов, начальник следственного управления
- 2013 — Шерлок Холмс (фильм № 2 «Камень, ножницы, бумага») — Тадеуш Шолто, сослуживец Джона Уотсона, отставной капитан армии Её величества
- 2014 — Тальянка — Илья Георгиевич Рагулин, первый секретарь обкома
- 2014 — Уходящая натура — Юрий Александрович Кузьменко, кинорежиссёр, друг Звонарёва
- 2015 — Семейный альбом — Николай Иванович Колокольцев, учёный-физик
- 2016 — Екатерина. Взлёт — Иван Иванович Бецкой, личный секретарь императрицы Екатерины II
- 2016 — Отражение радуги — Олег Степанович Конецкий, писатель
- 2016 — Научи меня жить — Михаил Александрович Пучков, следователь на пенсии
- 2016 — Следователь Тихонов (фильм № 5 «Я, следователь» — серии № 11-12) — Алексей Валерьевич Панкрашин
- 2016 — Тренер — Борисыч, тренер по самбо
- 2017 — Молот — Борисыч, тренер по боксу Виктора Строева
- 2017 — Икра — Павел Михайлович Ямин, министр рыбного хозяйства СССР
- 2017 — Отличница — Лука Андреевич Крапивин, адвокат, отец лейтенанта милиции Марии Крапивиной
- 2017 — Рубеж — Алексей Васильевич Шуров, старший батальонный комиссар
- 2019 — Екатерина. Самозванцы — Иван Иванович Бецкой, личный секретарь императрицы Екатерины II
- 2019 — Под прикрытием —
- 2019 — Своя земля — Королёв
- 2020 — Про Веру — Анатолий Васильевич Бойцов, депутат ГД РФ
- 2022 — Право на свободу — Роман Андреевич

## Песни
- «Баллада о бездомном барде» (В. Плешак — В. Сергеева)
- «Белые цветы» (А. Медведев — О. Клименкова)
- «Весёлый пудель» (А. Кальварский — О. Чупров)
- «В Ленинграде дождик» (И. Котелков — М. Сонин)
- «Город» (Д. Атовмян — Д. Атовмян)
- «Дублёр» (В. Плешак — В. Сергеева)
- «Ей с ним интересно» (В. Лебедев — Б. Пургалин), дуэт с Виктором Костецким
- «Зоопарк» (И. Олейников, Е. Ростовский — Н. Дуксин)
- «Капризная девчонка» (музыка и стихи Игоря Николаева)
- «Кинематограф» (Э. Ханок — И. Резник)
- «Комарово»[16][17] (И. Николаев — М. Танич)
- «Контрасты»[18] (И. Олейников, Е. Ростовский — Э. Кузнецов)
- «Ловите крокодилов» (В. Шаинский — М. Танич)
- «Лодочка» (И. Николаев — И. Ляпин)
- «Матросские матери» (Р. Хозак — Е. Агранович)
- «Мишель» (А. Медведев — О. Клименкова)
- «Мне немного жаль» (Я. Дубравин — И. Тальков)
- «Мы купили пианино» (А. Морозов — А. Волков)
- «Море Чёрное»
- «Нас любовь кружила» (Я. Дубравин — Н. Просторова)
- «Немое кино» (М. Минков — А. Дидуров)
- «Падают яблоки» (Л. Снегов — Э. Кузнецов)
- «Патриотическая песня»
- «Петровка 38» (О. Фельцман — автор слов неизв.)
- «Песня мальчишки» (Р. Хозак — Е. Агранович)
- «Песня о тишине» (А. Петров — М. Матусовский)
- «Поздно тебя искать» (А. Медведев — О. Клименкова)
- «Понедельник» (И. Николаев — П. Жагун)
- «Портрет Челентано» (А. Медведев — О. Клименкова)
- «Поручик» (О. Митяев)
- «Прошу тебя» (Е. Крылатов), дуэт с Ириной Розановой из к/ф «Дети понедельника»
- «Пять углов» (А. Медведев — О. Клименкова)
- «Санкт-Петербург» (О. Митяев)
- «Снегопад и я» (И. Николаев)
- «Старый рояль» (М. Минков — Д. Иванов), дуэт с Ольгой Пирагс
- «Суббота есть суббота» (О. Кваша — В. Панфилов)
- «Тёмная ночь» (Н. Богословский — В. Агатов)
- «Только брейк!» (О. Хромушин — О. Чупров)
- «Ты уходишь в Театральный» (В. Быстряков — А. Дмитрук)
- «Чудо-машина» (А. Кальварский — О. Чупров)
- «Ягуар» (Д. Атовмян — Н. Гумилёв)[19][20][21]

## Дискография
- 2002 — «Актёр и песня»
- 2004 — «Любовное настроение»
- 2022 — «Старый рояль (Лучшие песни 1)»
- 2022 — «Немое кино (Лучшие песни 2)»

## Клипы
- 2004 — «Баллада о бездомном барде»

## Награды и премии
- Орден Дружбы (2023)[22]
- Народный артист Российской Федерации (2013)[2]
- Заслуженный артист Российской Федерации (1996)[23]
- Российская Национальная актёрская премия имени Андрея Миронова «Фигаро» (2013)
- Гранд-премия «КиноВатсон» (2010)[24]
- Лауреат премии за лучшую мужскую роль на Открытом российском кинофестивале «Кинотавр» в г. Сочи (за роль в фильме «Год собаки») (1994)
- Лауреат премии за лучший актёрский дебют на Фестивале «Молодость Мосфильма» (за роль в фильме «Мы из джаза») (1984)
- Приз Ассоциации продюсеров кино и телевидения в области телевизионного кино в категории «Лучший актёр второго плана в телефильме/сериале» за роль в сериале «Уходящая натура» (2015)

## Влияние на культуру
Песня «Комарово» была использована в начале 16-го выпуска советского мультсериала «Ну, погоди!».
В конце февраля 2023 года в саундтрек к компьютерной игре Atomic Heart вошёл ремикс на песню «Комарово» в жанре дрифт-фонк и успел покорить чарты. Таким образом, благодаря этой компьютерной игре, песня обрела вторую жизнь, причём сразу на вершинах музыкальных чартов и хит-парадов.